# Arquidiocese de Tours
A Arquidiocese de Tours (Archidiœcesis Turonensis) é uma circunscrição eclesiástica da Igreja Católica situada em Tours, França. Seu atual arcebispo é Vincent Jordy. Sua Sé é a Catedral de São Gaciano de Tours.
Possui 39 paróquias servidas por 96 padres, abrangendo uma população de 607 760 habitantes, com 82,6% da dessa população jurisdicionada batizada (501 930 católicos).

## História
A Diocese de Tours foi erigida no século III. O primeiro bispo, documentado por São Gregório, foi Gaciano de Tours (Saint Gatien), que viveu na segunda metade do século. O testemunho de São Gregório permite-nos reconstruir uma série episcopal ininterrupta desde o início da fundação da diocese; entre os bispos há alguns santos que entraram na tradição universal do catolicismo, como Martinho de Tours ou o próprio São Gregório, conhecido em particular por sua fundamental Historia Francorum.
De acordo com Louis Duchesne, a província eclesiástica de Tours já é atestada com certeza e em funcionamento desde meados do século V; em particular, os oito bispos da província se reúnem com os bispos no Concílio de Angers de 453 e de Vannes de cerca de 465. Após a conquista bretã da Bretanha e as fundações de Nominoë (século IX), a província eclesiástica Turonesa cresceu com a Diocese de Dol, de Saint-Brieuc, de Tréguier e de Aleth (mais tarde Saint-Malo).
A partir do século IX, a autoridade do metropolita de Tours foi minada pelas tentativas dos reis bretões de criar uma província eclesiástica autônoma da Bretanha com a ereção de Dol como arquidiocese. Os conflitos de jurisdição duraram até o final do século XII, quando, com a bula  Licet primum  de 1 de junho de 1199, o Papa Inocêncio III estabeleceu definitivamente que apenas Tours era uma sede metropolitana e que todas as dioceses bretãs dependiam dela.
Na sequência da concordata com a bula Qui Christi Domini do Papa Pio VII de 29 de novembro de 1801 a província eclesiástica de Tours foi reduzida devido à supressão das dioceses de Dol, Saint-Pol-de-Léon, Saint-Malo e Tréguier. Em 1855 a nova diocese de Laval tornou-se sufragânea de Tours. Uma nova diminuição na província eclesiástica de Tours ocorreu em 1859, quando Rennes foi erigida como sé metropolitana, subtraindo as dioceses bretãs de Vannes, Quimper e Saint-Brieuc de Tours.
Após a reorganização das circunscrições eclesiásticas francesas, a partir de 8 de dezembro de 2002 a metrópole turonesa foi completamente perturbada, atribuindo sedes diocesanas à província eclesiástica que nunca, na história de Tours, foram suas sufragâneas.

## Prelados

### Arcebispos após asGuerras Napoleônicas
|                     | Nome                                                 | Período    | Notas                      |            |
| Arcebispos          | Arcebispos                                           | Arcebispos | Arcebispos                 | Arcebispos |
| ------------------- | ---------------------------------------------------- | ---------- | -------------------------- | ---------- |
|                     | Vincent Alexandre Édouard Élie Jordy                 | 2019-atual |                            |            |
|                     | Bernard-Nicolas Jean-Marie Aubertin, O.Cist.         | 2005-2019  |                            |            |
|                     | André Vingt-Trois                                    | 1999-2005  | Nomeado Arcebispo de Paris |            |
|                     | Michel Moutel, P.S.S. †                              | 1997-1998  |                            |            |
|                     | Jean Marcel Honoré †                                 | 1981-1997  |                            |            |
|                     | Louis Ferrand †                                      | 1956-1980  |                            |            |
|                     | Louis-Joseph Gaillard †                              | 1931-1956  |                            |            |
|                     | Albert Negre †                                       | 1913-1931  |                            |            |
|                     | René François Renou †                                | 1896-1913  |                            |            |
|                     | Guillaume-René Meignan †                             | 1884-1896  |                            |            |
|                     | Charles Théodore Colet †                             | 1874-1883  |                            |            |
|                     | Felix Pierre Fruchaud †                              | 1871-1874  |                            |            |
|                     | Joseph-Hippolyte Guibert, O.M.I. †                   | 1857-1871  | Nomeado Arcebispo de Paris |            |
|                     | François Nicholas Madeleine Morlot †                 | 1843-1857  | Nomeado Arcebispo de Paris |            |
|                     | Augustin Louis de Montblanc †                        | 1824-1841  |                            |            |
|                     | Jean-Baptiste du Chilleau †                          | 1817-1824  |                            |            |
| Arcebispo coadjutor |                                                      |            |                            |            |
|                     | Louis Henri Marie Ferrand                            | 1956       |                            |            |
|                     | Augustin-Louis de Montblanc                          | 1821-1824  |                            |            |
| Bispos auxiliares   |                                                      |            |                            |            |
|                     | Florent-Michel-Marie-Joseph du Bois de la Villerabel | 1920-1921  | Nomeado Bispo de Annecy    |            |
|                     | Joseph-Marie-François-Xavier Métreau                 | 1912-1913  | Nomeado Bispo de Tulle     |            |